# エスタディオ・ムニシパル・デ・アンドゥバ
エスタディオ・ムニシパル・デ・アンドゥバ（Estadio Municipal de Anduva）は、スペイン・カスティーリャ・イ・レオン州ミランダ・デ・エブロにあるサッカー専用スタジアム。1950年に開設し、CDミランデスが使用している。

## 歴史
1949年12月22日、非公式の試合がこのスタジアムで初めて行われ、その1年後に正式に開場した。
主にCDミランデスが使用しているが、2006年にはU-21スペイン代表とU-21ポーランド代表の親善試合が行われた。
2010年9月2日、ミランダ・デ・エブロ自治体がスタジアムの南スタンド拡張のために41.7万ユーロを投資することを発表した。

## ギャラリー

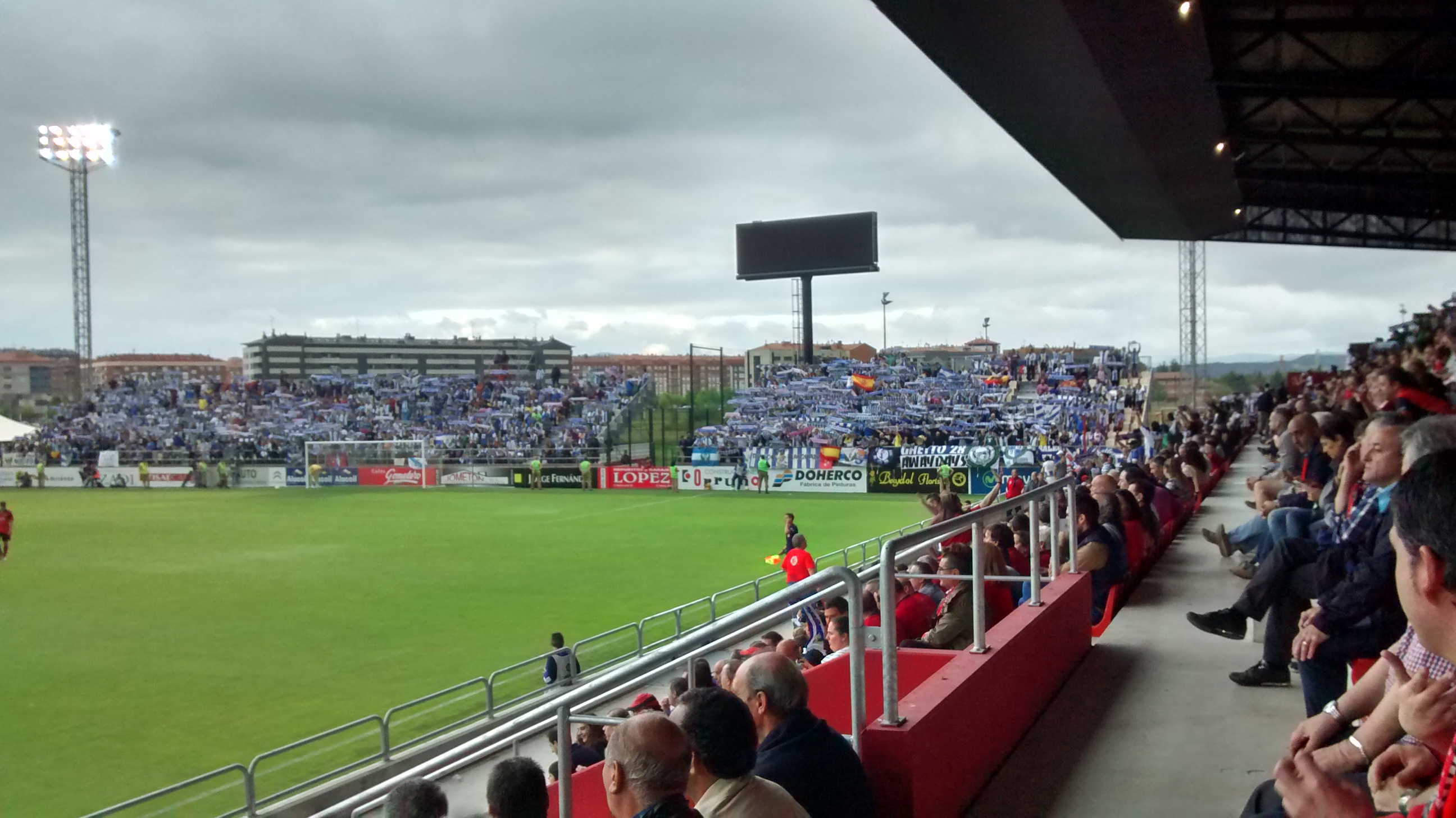
CDレガネスとの試合
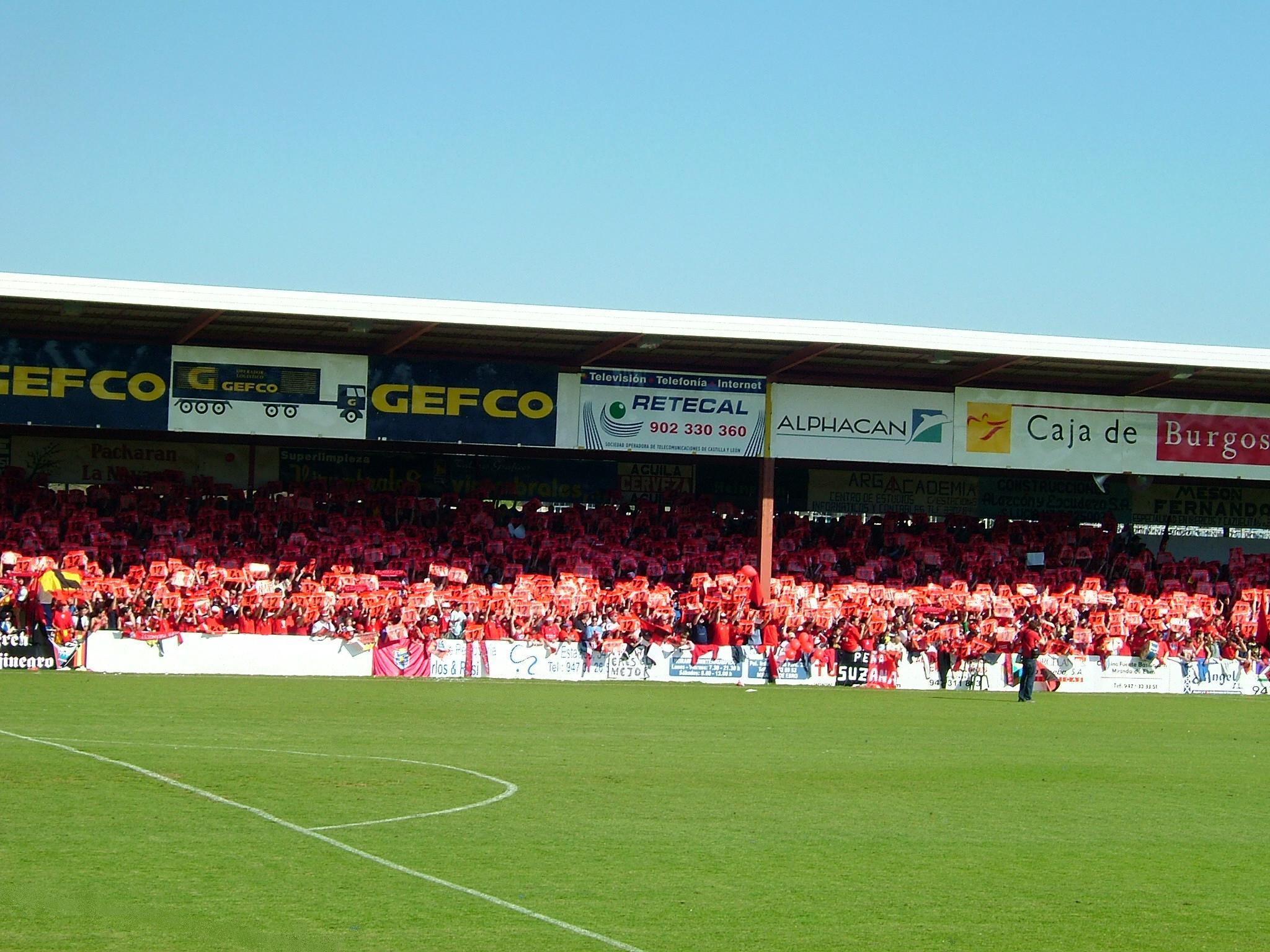
ブルゴスCFとのダービーマッチ